# Lisala (territorium)
Lisala är ett territorium i Kongo-Kinshasa. Det ligger i provinsen Mongala, i den norra delen av landet, 1 000 km nordost om huvudstaden Kinshasa.